# 夢宅寺
夢宅寺（むたくじ）は青森県青森市浅虫山下に所在する曹洞宗寺院。山号は安養山。『日本歴史地名大系』では本尊は薬師如来と地蔵菩薩とする。津軽三十三観音霊場第23番札所で札所本尊の観音像は寺内の大銀杏より彫られたものとされる。

## 歴史
寺伝では円仁（慈覚大師）がこの地に辻堂を結んで、薬師如来と地蔵菩薩を刻んで安置したのが初まりで、延宝2年(1674年)に僧侶の浮鉄が開基する。
貞享4年（1684年）に眼疾に悩んでいた津軽藩主津軽信政が当寺の薬師堂に祈願したところ、快癒したので信政が｢夢宅｣の2字を染筆して夢宅庵と呼ばれるようになり、代々津軽藩主祈願所となる。
明治7年（1874年）に夢宅寺と改称。